# Oedothorax sexoculatus
Oedothorax sexoculatus là một loài nhện trong họ Linyphiidae.
Loài này thuộc chi Oedothorax. Oedothorax sexoculatus được Jörg Wunderlich miêu tả năm 1974.